# Гайндман, Генри
Генри Мейерс Гайндман (англ. Henry Mayers Hyndman ; 7 марта 1842, Лондон — 22 ноября 1921, Камден, Большой Лондон) — британский писатель и политик-социалист.

## Биография
Генри Мейерс Гайндман родился в семье Джона Бекльза Хиндмена, адвоката и основателя компании Hyndman Trust, строившую церкви. Он получил сначала домашнее образование, позже учился в Тринити-Колледже, Кембридж. В 1861 году он получил учёную степень, но позже ещё два года изучал право. Впоследствии стал военным корреспондентом в Pall Mall Gazette и служил в этом качестве во время Австро-прусско-итальянской войны 1866 года, но был потрясён ужасами войны и на какое-то время слёг с нервным заболеванием. Он унаследовал богатство своего отца и принялся активно путешествовать, одновременно начав писать статьи на политические темы. Первоначально он не был социалистом, выступал против самоуправления Ирландии и, посетив США в 1869 году, отрицательно высказывался о тамошних демократических экспериментах. В 1880 году неудачно пытался баллотироваться в парламент как независимый кандидат, затем ознакомился с биографией Фердинанда Лассаля и Манифестом коммунистической партии, которые привели его к социалистическим убеждениям.
В 1881 году он, вместе с Джоном Бёрнсом основал Социал-демократическую федерацию (англ. Social Democratic Federation) в Великобритании и много лет был её председателем. В течение 1880-х годов он был знаменитым членом ирландской Лиги Земли и Лиги Земли Великобритании. Он принял участие в демонстрациях безработных 1887 года и был подвергнут судебному преследованию за организацию и участие в выступлениях на Трафальгарской площади, но был оправдан. Гайндман выступил против начала Второй англо-бурской войны, принял видное участие в организации Второго интернационала в 1900 году и с этого времени было особенно активен и как оратор, и как писатель, защищая идею введения самоуправления в Индии. Однако в период Первой мировой войны он поддерживал вступление Великобритании в войну и много высказывался о «немецкой угрозе», сохранив подобную позицию и после войны. Гайндман издал много работ по вопросам социализма, национализации земли и родственным темам.
С 1911 председатель Британской социалистической партии. В 1916 вышел из неё, не согласившись с решением съезда, осудившего участие Великобритании в Первой мировой войне, и основал Национальную социалистическую партию, переименованную в 1918 в Социал-демократическую федерацию.